# アムノン・ヤリーヴ
アムノン・ヤリーヴ（Amnon Yariv、1930年4月13日 - ）は、イスラエル系アメリカ人のカリフォルニア工科大学応用物理学および電気工学教授。光エレクトロニクスにおける革新で有名。
2010年、「光波通信と光分野全体に多大な影響を与えたフォトニクスと量子エレクトロニクスへの科学的および工学的貢献」によりアメリカ国家科学賞を受賞した。 2011年にはIEEE Photonics Awardを受賞した。
1991年より米国科学アカデミーの一員である。1985年、ペンシルベニア大学よりハロルド・ペンダー賞を受賞した。1992年には「光エレクトロニクス、結晶内の波の伝播、非線形光学と位相共役光学への先駆的貢献および高速で安定した固体レーザ開発につながる半導体ベースの集積光学技術の実証」によりイスラエル、ハイファのイスラエル工科大学よりハーヴェイ賞を受賞した。
光エレクトロニクスとフォトニクスに関する教科書を数冊執筆している。自身のグループの業績のハイライトは、インターネットの光ファイバー通信で広く使われているデバイスである分布帰還型半導体レーザーの発明であったと発言している。
現在はカリフォルニア州パサデナに住んでいる。Frances Yarivと結婚している。3人の娘、Danielle Yariv、Dana Yariv、Gabriela (Gavi) Yarivがいる。